# Batu Badak
Batu Badak is een bestuurslaag in het regentschap Lampung Timur van de provincie Lampung, Indonesië. Batu Badak telt 2485 inwoners (volkstelling 2010).